# Tadáskía
Tadáskía (Río de Janeiro, 1993) es una educadora, escritora y artista visual trans brasileña. En 2024, su obra Ave preta preta mystical black bird (2022), pasó a formar parte de la colección del Museum of Modern Art (MoMA) de Nueva York, junto a obras de reconocidos artistas como Lygia Clark, Roberto Burle Marx y Tarsila do Amaral. Además, el MoMA organizó una exposición individual de la artista, Projects: Tadáskía, entre el 24 de mayo y el 14 de octubre de 2024.

## Biografía
Nacida en el barrio carioca de Santíssimo, la artista declara que su interés por el arte surgió en la escuela pública y cuando asistía a una iglesia evangélica pentecostal, y que a los 18 años se identificó como artista.
Cuenta que, a los 11 años, contrajo una infección bacteriana que paralizó parte de su rostro, lo que la llevó a ser hospitalizada; en el hospital, una enfermera le regaló un ejemplar de fábulas, lo que habría despertado su interés por la escritura y el dibujo. Sin embargo, subraya que, a diferencia de las fábulas, que siempre concluyó con un pensamiento moral edificante, su obra no trata sobre "correcto y incorrecto".
Cursó la carrera de técnico eléctrico en la Fundação de Apoio à Escola Técnica (Faetec), pero a la hora de buscar una pasantía, su apariencia era un factor de eliminación:

Pasé las pruebas, pero la gente me preguntaba: ¿puedes soportar que te burlen? Yo era una figura muy diferente a esos hombres grandes.

Al realizar el examen de ingreso, decidió ser pragmática y eligió Artes visuales en la Universidad del Estado de Río de Janeiro, "porque el puntaje de corte era el más bajo". Fue aprobada por la política de cuotas de la institución.
En Estados Unidos por primera vez, dice que desde los 17 años intenta comunicarse en inglés, y que ahora, por la dinámica de su trabajo y a pesar de su timidez, ya no puede dejar de usar el idioma. La entrevista concedida al The New York Times se realizó en parte en inglés y en parte en portugués, con la ayuda de un miembro del MoMA.
Entre sus inspiraciones y referencias, cita a la escritora Audre Lorde.
Tadáskía mantiene una actitud positiva hacia la producción artística y cultural:

Necesito creer que se están produciendo cambios al margen de una calamidad conocida. He creído en el múltiple movimiento negro, trans, indígena, de mujeres, personas y entidades que se unen para transformar este mundo humano, a pesar de este mundo.

## Formación académica
Es licenciada en artes visuales por la UERJ (2016) y tiene una maestría en Educación por la UFRJ (2021).

## Exposiciones

### Exposiciones individuales (años 2020)
- Projects: Tadáskía (MoMA, Nueva York) - 2024[9]
- As parecidas (Madragoa, Lisboa) - 2023[2]
- Rara ocellet (Joan Prats, Barcelona) - 2023[2]
- noite dia (Sé, São Paulo) - 2022[2]

### Exposiciones colectivas (años 2020)
- 35ª Bienal de São Paulo (Pavilhão da Bienal, São Paulo) - 2023[10]
- 37º Panorama da Arte Brasileira: "Sob as cinzas, brasa" (MAM, São Paulo) - 2022[2]
- Eros Rising: Visions of the Erotic in Latin American Art (ISLAA, Nueva York) - 2022[2]
- JAIMES (Triangle Asterídes, Marsella) - 2022[2]
- The Silence of Tired Tongues (Framer Framed, Amsterdam) - 2022[2]
- Uma história natural das ruínas (Pivô, São Paulo) - 2021[2]
- Hábito/habitante (EAV Parque Lage, Río de Janeiro) - 2021[2]
- Casa Carioca (Museu de Arte do Río de Janeiro) - 2020-21[2]
- Esqueleto (Paço Imperial, Río de Janeiro) - 2019-2020[2]
- Estopim e segredo (EAV Parque Lage, Río de Janeiro) - 2019-2020[2]

## Premios
- Premio PIPA (2020): nominada[2]
- Premio PIPA (2023): nominada[2]